# 井川定慶
井川定慶（いかわ じょうけい、1898年12月18日 - 1977年5月27日）は、浄土宗の僧侶。佛教大学名誉教授。

## 経歴
出生から修学期
1898年、奈良県磯城郡平野村（現：田原本町）瑞花院で生まれた。県立畝傍中学校（現：奈良県立畝傍高等学校）、佛教専門学校を経て、京都帝国大学文学部国史科に入学。1923年に卒業した。
戦前
卒業後は、華頂高等女学校教諭となり、次いで京都大学嘱託となって近衛家文書調査にあたった。
戦後
1945年、大阪府高石市の専称寺住職となった。また、京都西山短期大学講師として教鞭をとった。佛教大学助教授となり、後に教授昇進。1962年、学位論文『法然上人絵伝の研究』を京都大学に提出して文学博士号を取得。1969年に佛教大学を定年退職し、名誉教授となった。

## 研究内容・業績
- 法然に関連して多くの著作がある。
- 徳富蘇峰に宛てた書簡が20通残っている徳富蘇峰記念館。

## 家族・親族
- 父：井川定雄
- 母：井川タキ
- 子：井川スミス史子は考古学、文化人類学研究者。マギル大学名誉教授[3]。

## 著作
著書
- 『高僧 山下現有上人』政経書院 1934
- 『宗教入門の知識』非凡閣(万有知識文庫) 1934
- 『人生と宗教』言海書房 1936
- 『法然上人の選擇集』新英社 1936
- 『宗教と芸術』東洋閣 1937
- 『京の風土記』平凡社 1938
- 『松花堂 随筆』立命館出版部 1939
- 『奈良風土記』河原書店(芸能叢書) 1941
- 『東大寺と天平文化』盛運堂 1944
- 『法然上人伝全集』同刊行会 1952[4]
  - 増補版 1967
- 『法然上人』総本山知恩院布教師会(華頂文庫) 1953
- 『念仏十章』総本山知恩院教務部(法然上人七百五十年遠忌記念出版) 1955
- 『法然 写真聖伝』六月社 1956
- 『法然上人所行讃』知恩院遠忌局 1958
- 『法然上人絵伝の研究』同刊行会 1961[4]
  - 改訂版 1968年
  - 再版 1975年

著作集
- 『浄土宗の五重説法 井川定慶集』(昭和仏教全集) 教育新潮社 1972
- 『我が歴史』井川博士喜寿記念会出版部 1974[4]

共編著
- 『法然上人絵大鑑』望月信成共編 小林写真製版所出版部 1932
- 『徂く春』編 私家版 1936
- 『法然上人行状絵図』浄土宗宗務庁 1970
  - 再版 1978年

記念論集
- 『日本文化と浄土教論攷』井川博士喜寿記念会出版部（専称寺内）1974

論文
- CiNii>井川定慶
- INBUDS>井川定慶